# Битолски народоосвободителен партизански отряд „Пелистер“
Битолски народоосвободителен партизански отряд „Пелистер“ е комунистическа партизанска единица във Вардарска Македония, участвала в така наречената Народоосвободителна войска на Македония.

## Дейност
Отрядът е създаден на 22 април 1942 година в Лавчанска кория над село Лавци в Баба планина от Стефан Наумов - Стив с 19 налични бойци. Формиран е с решение от 5 април 1942 на Военния комитет към Местния комитет на ЮКП за Битоля и в разширен състав се състои от 21 души (долуизброени). На 3 май отрядът е открит от българската войска и полиция край село Орехово и е напълно разбит, петима партизани са убити, а останалите минават в легалност в Битоля.
Игралният филм от 1971 година „Македонският дял от пъкъла“ (Македонскиот дел од пеколот) разказва за събитията около Тодор Ангелевски и битолския партизански отряд.

## Дейци
- Георги Наумов, командир на отряда
- Димитър Николовски, политически комисар
- Елпида Караманди – Бисера
- Тодор Ангелевски – Тошо Даскало
- Петър Божиновски – Кочо
- Блажо Димитровски – Рогузинаро
- Кирил Кръстевски – Платник
- Димче Хаджипоповски
- Ордан Михайловски – Оцка
- Йоска Йордановски – Сандански
- Лазо Хаджипоповски – Пламен
- Томе Димитровски – Томаки
- Никола Георгиевски – Никлецот
- Александър Живковски – Цане
- Томе Илиевски – Пощаро
- Мара Йосифова – Гурга
- Андон Попандоновски
- Веле Стояновски – Фурнадживчето
- Стево Трайковски – Тефико
- Ванда Христова – Доста